# Initiative francophone pour la formation à distance des maîtres

Logo de l'IFADEM

Expérimentée entre 2008 et 2010 dans quatre pays (le Bénin, le Burundi, Haïti et Madagascar), l'Initiative francophone pour la formation à distance des maîtres a été favorablement évaluée par une double expertise externe qui a permis à l'IFADEM d'entrer dans une phase de déploiement : le programme a été étendu à de nouvelles disciplines, à de nouvelles régions et se déploiera dans sept nouveaux pays : le Burkina Faso, le Cameroun, la Côte d'Ivoire, le Liban, le Niger, trois nouvelles provinces de la République démocratique du Congo et le Togo.

Conçue et réalisée par l’Agence Universitaire de la Francophonie et l’Organisation internationale de la francophonie, IFADEM bénéficie du soutien de nombreux partenaires techniques et financiers : l'Agence Française de Développement (AFD), la Coopération Technique Belge (CTB), Wallonie-Bruxelles-International (WBI), USAID qui lui ont apporté 10 millions d'euros depuis 2010, en plus des 5 millions apportés par l'AUF et l'OIF.

## Origines d’IFADEM
Parmi les Objectifs du Millénaire pour le Développement à atteindre en 2015 adoptés par l’ONU, l’Éducation Pour Tous (EPT) est une option capitale prise par les Chefs d’État et de Gouvernements francophones à Jomtien en Thaïlande en 1990. Son évaluation en 2000 contenue dans le Rapport mondial de suivi sur l'EPT a révélé d’importants progrès sur le plan quantitatif alors que de sérieux problèmes sont enregistrés sur le plan qualitatif. Ce qui, logiquement, a conduit les Chefs d’État et de gouvernements francophones au Forum mondial sur l'éducation, à Dakar du 26 au 28 avril 2000. L’objectif principal fixé et adopté par ce panel est : une éducation de base de qualité pour tous d'ici à l'an 2015. Ainsi, lors du XIe Sommet de la Francophonie de Bucarest en 2006, les chefs d’États et de gouvernements ont demandé à l’Organisation internationale de la francophonie (OIF) et à l’Agence Universitaire de la Francophonie (AUF) de mettre en commun les moyens dont elles disposent pour soutenir les politiques nationales de modernisation des systèmes éducatifs dans les pays membres. Cette demande a conduit l’AUF et l’OIF à développer l’IFADEM. Ce soutien s’est confirmé en 2008 lors du sommet de Québec qui a consacré le lancement de l’Initiative IFADEM.

## Objectifs
IFADEM soutient les États dans la définition des stratégies de formation continue des enseignants du primaire afin d'améliorer les compétences des instituteurs dans l'enseignement du et en français. Ceci à travers la mise en place de pratiques innovantes et l’emploi de nouveaux outils didactiques dans l’enseignement du français en développant des FOAD qui intègrent les TIC et fortement ancré dans les contextes administratifs et académiques de chaque pays bénéficiaire.

## Phase expérimentale
Quatre pays ont eu le mérite d'expérimenter l'initiative. Leur choix a tenu compte de critères bien définis.

### Choix des pays cibles pour l’expérimentation
Il tient compte de certains critères. Les quatre pays choisis pour la phase expérimentale représentent la diversité francophone, ils sont confrontés au défi de l’éducation et offrent un environnement (politique et technique) favorable au déploiement de l’Initiative. Il s’agit du Bénin, du Burundi, de Haïti et de Madagascar.
Il faut noter que Madagascar ayant été suspendue de l'Organisation Internationale de la Francophonie (OIF), l'IFADEM dans ce pays est uniquement expérimentée à travers un partenariat entre le Bureau Océan Indien de l'Agence Universitaire de la Francophonie (AUF) et l'Institut National de Formation Pédagogique (INFP), sans convention directe avec le ministère de l'éducation.

### Gouvernance
La gouvernance de l’IFADEM a comme base la coconstruction assurée par :

#### Le Groupe des représentants pays (GP)
Il est constitué de diplomates des pays concernés par IFADEM qui représentent leurs États au sein des instances francophones et des partenaires techniques, financiers et institutionnels intervenant dans l’Initiative. Le CCI l’informe de l’état d’avancement d’IFADEM.

#### Le Comité de coordination international (CCI)
Il est composé de deux personnes clé : un responsable de l’Initiative au sein de l’OIF désigné par l’Administrateur de l’OIF et un responsable de l'Initiative au sein de l'AUF désigné par le Recteur de l’AUF. Instance de coordination et de suivi d’IFADEM dans tous les pays concernés par l’initiative, le CCI a notamment pour tâches de :
- négocier avec les pays intéressés par IFADEM et avec les partenaires techniques et financiers les conditions du déploiement de l’Initiative ;
- coordonner l’équipe projet désignée par l’AUF et l’OIF, chargée de développer et suivre IFADEM ;
- garantir le respect des procédures et normes de fonctionnement de l’Initiative et de la démarche qualité à laquelle elle obéit ;
- proposer avec le Comité national les modalités de mise en œuvre de l’Initiative ;
- lancer les éventuels appels à propositions et appels d’offres nécessaires à l’Initiative, et en assurer le suivi ;
- rendre compte de l’état d’avancement de l’Initiative au Comité de pilotage, aux différentes instances francophones de suivi et à tout partenaire ;
- garantir la gestion de celle-ci dans le souci de l’équilibre des dépenses engagées;
- organiser avec le Comité National l’évaluation externe menée à l’issue de chaque phase.

Le cahier des charges de cette évaluation et ses termes de référence seront définis par le secrétaire exécutif et le Comité national au cours de la phase de mise en œuvre.

#### Le Conseil d'experts (CE)
Il assure le suivi scientifique d’IFADEM. Il est composé d’experts désignés par le CCI. Des intervenants techniques et des partenaires de l’Initiative peuvent y être ponctuellement invités.

#### Le comité national (CN)
Constitué par des membres du ministère de l’Éducation et des institutions éducatives locales, le Comité National a pour mission de coordonner au niveau local, en liaison avec le Comité de Coordination International, les volets opérationnel, administratif et pédagogique de l’Initiative. Il est notamment chargé de la désignation des différents acteurs de terrain, du choix des régions concernées, de la détermination des conditions de reconnaissance de la formation des maitres, de la planification des différentes étapes, de la fixation du montant des indemnités et des rémunérations des acteurs de terrain, de l’évaluation du dispositif par les autorités du pays. Le CN veille aussi à la concordance d’IFADEM avec les stratégies de réforme du ministère de l’éducation local et à la prise en compte des contenus et méthodologies de formation développés par IFADEM dans les stratégies de formation continue des enseignants du pays. Ce Comité veille, par ailleurs, à l’intégration d’IFADEM dans la dynamique de la coopération éducative internationale dont bénéficie le pays, en se portant garant de la complémentarité des différents programmes et activités puis en veillant à la visibilité d'IFADEM parmi les partenaires techniques et financiers. Enfin, le Comité National veille à ce que les contenus de formation produits dans le cadre d’IFADEM tiennent compte des programmes scolaires en vigueur dans le pays hôte, du référentiel de formation des enseignants et s’assure que les regroupements d’instituteurs sont organisés pendant les vacances scolaires pour ne pas empiéter sur leur temps pédagogique.
Au Bénin, par exemple, le Comité National d’IFADEM 2 (phase de déploiement) est présidé par le Ministre des Enseignements Maternel et Primaire (MEMP). Il se réunit en séance plénière deux fois par an et comprend en outre :
- le Conseiller Technique à l’Enseignement Primaire
- le Directeur de la Programmation et de la Prospective (DPP)
- le Directeur de l’Inspection Pédagogique (DIP)
- le Directeur de l’Enseignement Primaire (DEP)
- le Directeur de l’Enseignement Maternel (DEM)
- le Directeur de l’Institut National de la Formation et de la Recherche en Éducation (INFRE)
- le Directeur des Examens et Concours (DEC)
- le Directeur des Ressources Financières et du Matériel (DRFM)
- le Secrétaire Technique Permanent du Plan Décennal de Développement du Secteur de l’Éducation (STP-PDDSE)
- le Coordonnateur des Concepteurs des Contenus de Formation IFADEM, choisit d’un commun accord avec le CCI ;
- le coordonnateur des Écoles Normales d’Instituteurs (ENI)
- le Chef Service Formation de la DEP et celui de l’INFRE.

Sont membres de droit du CN/IFADEM/2 :
- le correspondant national de la Conférence des ministres de l'éducation ayant le français en partage (CONFEMEN);
- le chef de file pour l’éducation des Partenaires Techniques et Financiers (PTF);
- le représentant désigné par l’Agence Universitaire de la Francophonie (AUF);
- le correspondant national de l’Organisation Internationale de la Francophonie (OIF).

L’Agence Française du Développement y siège comme observateur.
Notons que le Comité de Coordination International qui coordonne IFADEM au niveau international est l’interlocuteur du CN/IFADEM pour la gestion déléguée des budgets et pour l’accompagnement par l’AUF et l’OIF de chaque pays dans le déploiement de l’Initiative.

#### Le Secrétariat exécutif (SE)
Le Secrétariat Exécutif est composé d’un coordonnateur d’IFADEM pour l’OIF et un coordonnateur d’IFADEM pour l’AUF assistés d’un personnel de gestion comprenant un secrétaire, un gestionnaire comptable et un chargé de suivi-évaluation, mis à disposition par le Ministère de l’Éducation de chaque pays.
Le Secrétariat Exécutif se réunit autant de fois que nécessaire. Selon les besoins, il peut inviter ponctuellement des acteurs d’IFADEM à assister à ses réunions. Le CN/IFADEM et le CCI déterminent les conditions de son fonctionnement.

#### Le Comité technique (CT)
Des représentants de l’OIF, de l’AUF, de la CONFEMEN et les référents scientifiques le composent.

#### Le Comité de pilotage (CP)
Il est l’organe politique international qui vérifie le bon déroulement de l’Initiative. Il est présidé conjointement par l’Administrateur de l’OIF et le Recteur de l’AUF. Le Ministre de l’Éducation et le Conseiller pour l’éducation du Secrétaire général de la Francophonie siègent aussi au CP qui se réunit au moins une fois par an.

### Principes d’action
Le premier principe d’action de l’initiative est la coconstruction absolue qui est une démarche à engagements et à responsabilités partagés entre les États, l’AUF et l’OIF avec le soutien technique et financier de nombreux partenaires comme : l'Agence française de développement (AFD), la Coopération technique belge (CTB), Wallonie-Bruxelles International (WBI), l’USAID, la CONFEMEN, le RIFEFF, le RES@TICE, la Fondation Jean-Luc Lagardère, le CIEP, la Coopération Danoise, la Coopération Française, le Pôle Didactique des Langues, la Communauté Française de Belgique, le Ministère Danois des Affaires Étrangères, le Ministère Français des Affaires Étrangères et Européennes. En plus des 5 millions apportés par l'AUF et l'OIF, les autres partenaires ont apporté 10 millions d'euros depuis 2010 pour la mise en œuvre de l’initiative.
Chaque État concerné par l’initiative a la responsabilité de mettre en place un Comité national, le déploiement du dispositif, le choix des localisations, du public, des acteurs et de la mise en œuvre.
Quant à l’AUF et l’OIF, elles sont chargées de la conception du dispositif, de la gestion, de l’implication et du soutien dans la mise en œuvre à travers leur apport d’expertises (ingénierie de formation), de l’utilisation de leurs infrastructures puis de la réalisation du site Internet de l’initiative, avec notamment la mise à disposition de ses contenus pédagogiques libres de droits. C’est le niveau international de l’initiative.
Le deuxième principe d’action d’IFADEM est l’ancrage dans le pays. Il tient compte des spécificités nationales (de chaque État bénéficiaire) à savoir :
- le statut du français et ses usages réels ;
- les priorités du système éducatif ;
- les procédures usuelles d’évaluation ;
- les potentialités en FOAD ;
- les actions de coopération éducative.

Un autre principe d’action d’IFADEM est la possibilité d’Extension, voire de Pérennisation qui est subordonnée aux résultats positifs de l’évaluation du dispositif au terme de chaque étape. Après quoi se mettra en place une mise en évidence des coûts paramétriques applicables à de nouveaux dispositifs, de nouveaux publics, de nouvelles régions, de nouveaux pays et une perspective à long terme.
Enfin la modernisation est l’un des principes d’action de l’initiative. En effet, l’innovation pédagogique et technique permet de répondre aux besoins de chaque enseignant à travers un dispositif hybride de formation constitué de Deux (02) ou trois (03) regroupements sur des sites de formation puis une auto-formation ou Formation Ouverte et A Distance (FOAD) intégrée aux réalités et spécificités de chaque pays concerné.

### Le dispositif
Pour concevoir son dispositif de formation à distance, IFADEM s’est attachée à analyser les initiatives antérieures, qu’elles aient été réalisées dans les pays du Nord, en Afrique francophone ou en Afrique anglophone. Parmi les documents étudiés figurent :
- Note sur la formation à distance des enseignants de l’éducation de base (Jacques Wallet, Université de Rouen, janvier 2007);
- La formation des enseignants en Afrique anglophone (Vis Naidoo, Commonwealth of Learning, juin 2007);
- Les dispositifs de formation à distance des enseignants de l’école primaire en France (Claude Bertrand, Université d’Aix-Marseille, janvier 2008) ;

ainsi que les différents rapports concernant l’éducation en Afrique publiés par :
- l’UNESCO, notamment sur le suivi du mouvement Éducation pour tous (EPT) et de l’Initiative pour la formation des enseignants en Afrique sub-saharienne (TTISSA, Teacher Training Initiative for Sub-Saharan Africa) et les publications du Pôle de Dakar ;
- la Banque mondiale.

IFADEM a également organisé des missions dans les quatre pays choisis par la phase d’expérimentation, consulté les décideurs politiques et les autorités académiques locales et pris en compte les recommandations des référents scientifiques et des experts techniques associés au comité technique avant de déployer le dispositif.

#### Déploiement du dispositif
Pour raison d’efficacité et d’objectivité en vue de la réussite de l’initiative, il a été diligenté un état des lieux constitué par une enquête sur les pratiques de classe, des missions exploratoires, l’organisation d’un Texte de Connaissance du Français,(TCF) du Centre International d’Études Pédagogiques pour un échantillon du public cible (Bénin) ou pour l’ensemble des enseignants cibles (Haïti), etc. pour la phase expérimentale.
Ensuite, l’identification et la formation des acteurs nationaux, la conception locale des livrets de formation, la rénovation et l’équipement d’infrastructures adaptées ont suivi.
Après, la formation des instituteurs pendant une période de neuf mois, formation au cours de laquelle une dotation pédagogique pour les instituteurs et les instituts de formation a été réalisée.
Enfin, l’Évaluation des instituteurs et du dispositif vient corroborer le tout suivi d’une étude sur les conditions d’extension d’IFADEM dans chaque pays expérimental, voire de nouveaux pays.

### Les acteurs

#### Acteurs internationaux
Des spécialistes, issus d’universités francophones, assistent les équipes nationales dans toutes les phases de mise en œuvre du dispositif. Ce sont des référents scientifiques, des experts en FOAD, des experts linguistes et des consultants techniques.

#### Acteurs nationaux (par pays)

##### Bénin

###### Comité national (CN)
- Le Président du CN, Eric NDAH, ministre des enseignements maternel et primaire ;
- M. Mathias AGO , inspecteur de l'enseignement primaire, conseiller technique à l'enseignement maternel et primaire ;
- M. Johnson Comlanvi Maoudi, Coordonnateur IFADEM pour le MEMP ;
- M. Agani Jules, représentant le Sherpa ;
- M. Aholoukpé Bernardin, chef de service pour la formation à la direction de l’enseignement primaire ;
- M. Djihouessi Coovi Blaise, coordonnateur des rédacteurs de contenus des livrets IFADEM ;
- M. Houedo François, directeur adjoint à la direction de l’inspection pédagogique ;
- Mme Kiki Rosaline, directrice adjointe de la direction de l’enseignement maternel ;
- M. Mensah Félix, chef de service formation à l'institut national de la formation et de la recherche en éducation ;
- M. Tchougbe Jean, coordinateur IFADEM ;
- Monsieur Abdoulaye Darah SOULE, directeur de la programmation et de la prospective ;
- Monsieur Mathias AGO, inspecteur de l'enseignement primaire, directeur de l'inspection pédagogique ;
- Monsieur Yolou Salamou TCHILAO, inspecteur de l'enseignement primaire, directeur de l'enseignement primaire ;
- Madame Aîssatou ZOUMAROU, inspectrice de l'enseignement primaire, directrice de l'enseignement maternel ;
- Monsieur Issaou GADO, professeur à l'université, directeur de l'institut national de la formation et de recherche en éducation ;
- Monsieur Bio Soumanou CHABI-GADO, professeur à l'université, directeur des examens et concours ;
- Monsieur Simon ADEGNIKA, directeur des ressources financières et du matériel.

###### Équipe projet
Jean Tchougbé est le coordinateur pour IFADEM. Il est assisté d'Élodie Appia, volontaire internationale de la francophonie et Euphrosine Mamadou qui assure la gestion comptable. L’assistance technique est gérée par M. Franck Kouyami et M. Fawaz Tairou s’occupe d’organiser les formations.

###### Concepteurs des supports de formation
- M. DJIHOUESSI Blaise, didacticien des langues et des cultures, enseignant-chercheur à l’université d’Abomey-Calavi et coordonnateur de l'équipe des concepteurs;
- M. AÏZANDJENON Coomlan , conseiller pédagogique, linguiste-communicateur ;
- Mme Goussanou KIKI Rosaline, inspectrice de l’Enseignement du 1er degré ;
- Mme Agbo Marie Suzanne, inspectrice de l’enseignement primaire ;
- M. Yandjou Gabriel, enseignant chercheur à l’université ;
- M. Bada Medard Dominique, linguiste ;
- M. AHANNON Félix, inspecteur de l’Enseignement du 1er degré, directeur départemental des enseignements maternel et primaire du Zou et des Collines ;
- Mme SANNI Roukéiyath, linguiste ;
- M. N’TCHA T. E. Louise, linguiste ;
- M. Idohou Didier, inspecteur ;
- M. Cossou Edmon Magloire, inspecteur de l’enseignement du 1er degré, sociologue à la retraite ;
- M. Chabiu Issifou, linguiste ;
- M. KPAMEGAN Gabriel, inspecteur de l’enseignement du 2e degré à la retraite ;
- M. TCHITCHI Y. Toussaint, professeur titulaire de linguistique et des langues.

## Phase de déploiement

### Au Bénin
À la suite de la phase d'expérimentation qui s'est déroulée de 2008 à 2011 dans les départements du Zou et des Collines, phase d'expérimentation qui a connu un réel succès suivant les conclusions des évaluations, le Bénin a bénéficié d'une phase de déploiement au cours de laquelle l'IFADEM s'est élargie à huit autres départements du pays en plus de ceux du Zou et des Collines. Il s'agit des départements de l'Alibori, de l'Atlantique, du Borgou, du Couffo, du Littoral, du Mono, de l'Ouémé et du Plateau.
La phase de déploiement a contribué au Bénin à former, de 2011 à 2013, 4 000 instituteurs et 84 917 élèves instituteurs.